# Hygrophila mediatrix
Espèce
Statut de conservation UICN

 EN B2ab(iii) : En danger
Hygrophila mediatrix Heine est une espèce de plantes à fleurs de la famille des Acanthaceae et du genre Hygrophila. C'est une herbe présente en Afrique tropicale.

## Distribution
Relativement rare, elle a été observée sur trois aires disjointes : au Tchad (Marou et Aloua), au Cameroun (Adamaoua) et en République centrafricaine (cette dernière localisation sous réserves).